# Eastern Airways
Eastern Airways is een Britse luchtvaartmaatschappij met als thuishaven Humberside International Airport. Zij levert een netwerk van reguliere binnenlandse vluchten en privé chartervluchten. Zij heeft een hub op Aberdeen Airport, vanwaar Eastern Airways tien verschillende routes vliegt. Eastern Airways is gestationeerd op Leeds/Bradford en Newcastle.

## Code Data
- IATA Code: T3
- ICAO Code: EZE
- Roepletters: Eastflight

## Geschiedenis
De luchtvaartmaatschappij werd in 1997 opgezet en begon in december van dat jaar met het uitvoeren van reguliere vluchten tussen Humberside en Aberdeen. Air Kilroe, een vroegere luchtvaartmaatschappij die haar thuishaven op Manchester had werd door Eastern Airways in 1999 opgekocht. Op 30 maart 2003 werden de routes en de Jetstream 41 vliegtuigen overgenomen van British Airways CitiExpress. Eastern Airways levert 750 reguliere vluchten (?) en had naar schatting in 2005 zo'n 500.000 klanten. Eastern Airways heeft 373 mensen in dienst. In oktober 2004 gaf de European Regions Airline Association de zilveren medaille aan Eastern Airways. De gouden medaille ging naar Aegean Airlines en de bronzen naar Aer Arann.

## Luchtvloot
De luchtvloot van Eastern Airways bestaat uit (maart 2017):
- 3 Embraer ERJ 145
- 2 Embraer ERJ 170
- 17 BAe Jetstream 41
- 9 Saab 2000
- 2 ATR 72